# Skywalker Ranch
Lo  Skywalker Ranch è un ranch cinematografico del regista, sceneggiatore e produttore George Lucas situato a Nicasio, California, nella Contea di Marin. Il ranch si trova in Via Lucas Valley, il cui nome non proviene da George Lucas, ma da un importante proprietario terriero del ventesimo secolo. Il Ranch non è aperto al pubblico e non è visibile dalla strada principale. 

## Panoramica
Comprato nel settembre 1978 lo Skywalker Ranch, ex Bulltail Ranch, costò a Lucas circa cento milioni di dollari americani, secondo il Wall Street Journal. 
Il Ranch contiene una stalla con gli animali, dei vigneti, un giardino con frutta e verdura utilizzati nel ristorante in loco, una piscina all'aperto e un centro fitness con campi da squash, il lago artificiale "Lake Ewok", un osservatorio sulla collina, un teatro di 300 posti chiamato "The Stag", varie sale di proiezione, ed un vasto parcheggio nascosto in gran parte sottoterra per preservare il paesaggio naturale. Lo Skywalker Ranch è dotato di una propria caserma dei pompieri, spesso chiamato ad aiutare i pompieri della vicina città di Marinwood.
Lo Skywalker Ranch è destinato ad essere più un luogo di ritiro del regista, che un quartier generale per le operazioni commerciali di Lucas. La sede della Lucasfilm, Industrial Light & Magic e LucasArts si trovano nel Letterman Digital Arts Center di Lucas nel Presidio di San Francisco. La Skywalker Sound rimane situata al Ranch, per la quale la Lucasfilm paga un canone d'affitto a George Lucas, che rimane proprietario della struttura. Anche se Lucas mantiene i suoi uffici lì, lui non risiede personalmente al Ranch.

## Influenza nei media
Il film comico del 2009 Fanboys, narra la storia di cinque fan di Guerre stellari intenti a raggiungere lo Skywalker Ranch per vedere Star Wars: Episodio I - La Minaccia Fantasma prima del suo rilascio ufficiale.
Il Ranch ha ospitato Bill Moyers e Joseph Campbell per delle interviste per il documentario degli anni '80 Il potere del mito. Il lavoro di Campbell ha influenzato George Lucas per la creazione dell'universo di Star Wars. Anni dopo, Moyers ritornò per intervistare Lucas per il documentario intitolato La mitologia di guerre stellari.
Nel 1996, la band Journey ha registrato la clip musicale della canzone "When You Love a Woman" all'interno dello Scoring Stage del Ranch.
Il ranch è stato protagonista dell’episodio 8x19 di The Big Bang Theory, dove Leonard e Sheldon provano ad irrompere nel ranch per visitarlo.